# Spa (Gesundheit)

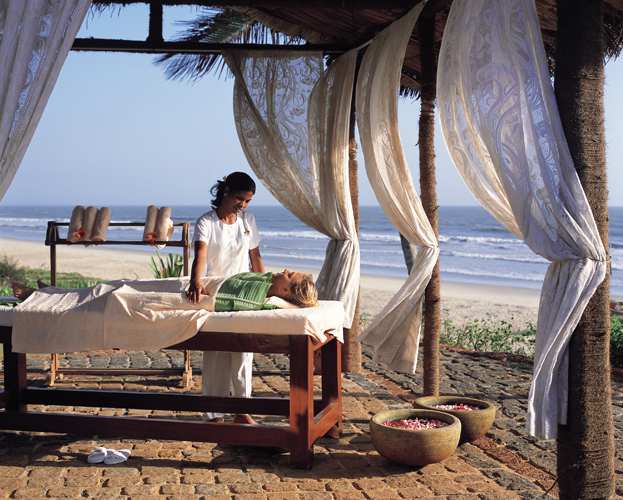
Ayurvedisches Spa im indischen Goa

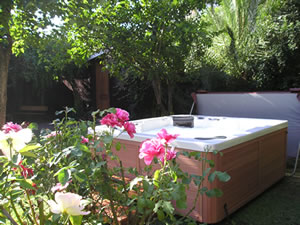
Ñuñoa-Chile – Spa im Garten

Der Begriff Spa wird analog zur Wortbedeutung im Englischen als Oberbegriff für Gesundheits- und Wellness-Einrichtungen verwendet. Er bezeichnet unterschiedliche, aber verwandte Dinge:
- Heilbäder (Kurorte) – im Englischen entspricht Spa als nachgestellter Namenszusatz dem deutschen „Bad“.
- Spa-Bereiche in Hotels enthalten z. B. Schwimmbäder, Warm- und Kaltwasserbecken, Saunas, Entspannungszonen, Fitnessbereiche und Massageangebote.
- Spa Hotels oder Spa Resorts sind Hotels/Resorts mit großen Spa-Bereichen, Fitness- und Ernährungsprogrammen, Körper- und Gesichtsbehandlungen.
- Day Spas, Schönheitsfarmen mit zusätzlichen Sauna- und/oder Wassereinrichtungen.
- Whirlpools, auch Portable Spas (kompakte, transportierbare Whirlpools) und Whirlwannen.

## Etymologie
Der Name leitet sich vom belgischen Badeort Spa ab. Britische Touristen besuchten das Heilbad seit dem 16. Jahrhundert, und sein Name verbreitete sich ab dem 17. Jahrhundert zunächst auf den Britischen Inseln als Bezeichnung für jegliche Art von Mineralquelle. Erst in der zweiten Hälfte des 20. Jahrhunderts erweiterte sich die Bedeutung im amerikanischen Englisch auf Wellness-Oasen und besonders den Badebereich von Hotels.